# Osredak (Republika Serbska)
Osredak (cyr. Осредак) – wieś w Bośni i Hercegowinie, w Republice Serbskiej, w gminie Krupa na Uni. W 2013 roku liczyła 145 mieszkańców.